# Церковь Святого Зебальда
Церковь Святого Зебальда  (нем. Sebalduskirche) — старейшая, наряду с Фрауэнкирхе и Церковью Святого Лаврентия, из больших городских церквей и старейшая, с 1525 года, лютеранская приходская церковь Нюрнберга. Посвящена небесному покровителю города Зебальду Нюрнбергскому, миссионеру, отшельнику, жившему, согласно легенде, близ Нюрнберга в VIII веке. Находится на пути к Нюрнбергскому замку, в северной части города. Со времён Реформации церковь, вместе с церковью Святого Лаврентия была крупным протестантским храмом в Нюрнберге; оба принадлежат Нюрнбергскому благочинию евангелическо-лютеранской церкви Баварии. Обе церкви дали свои имена своим приходам и, таким образом, половинам старого города по обе стороны реки Пегниц. Однако непосредственная близость церкви к Старой ратуше подчёркивает её прежнее значение как «соборной церкви» Нюрнберга, в которой захоронен святой Зебальд.

## История
Строительство здания началось в 1230-х годах. Церковь достигла статуса приходской церкви в 1255 году и была закончена 1273—1275 годах. Церковь была построена в форме типично романской базилики с двумя хорами по примеру Бамбергского собора. В течение XIV столетия произошли значительные изменения: сначала были расширены боковые нефы, a шпили башен сделали выше (1309—1345), затем был построен готический алтарь (1358—1379). Две башни западного фасада были добавлены в XV столетии. Основной орган был создан в 1440—1441 годах жителем Майнца органным мастером Генрихом Траксдорфом, который построил также два малых органа во Фрауэнкирхе. В середине XVII столетия здание и его интерьер были реконструированы в стиле барокко.
Церковь была практически уничтожена бомбардировками союзников во время Второй мировой войны, но впоследствии была восстановлена. Уцелела часть интерьера, включая раку святого Зебальда и красочные витражи.

## Основные этапы строительства церкви

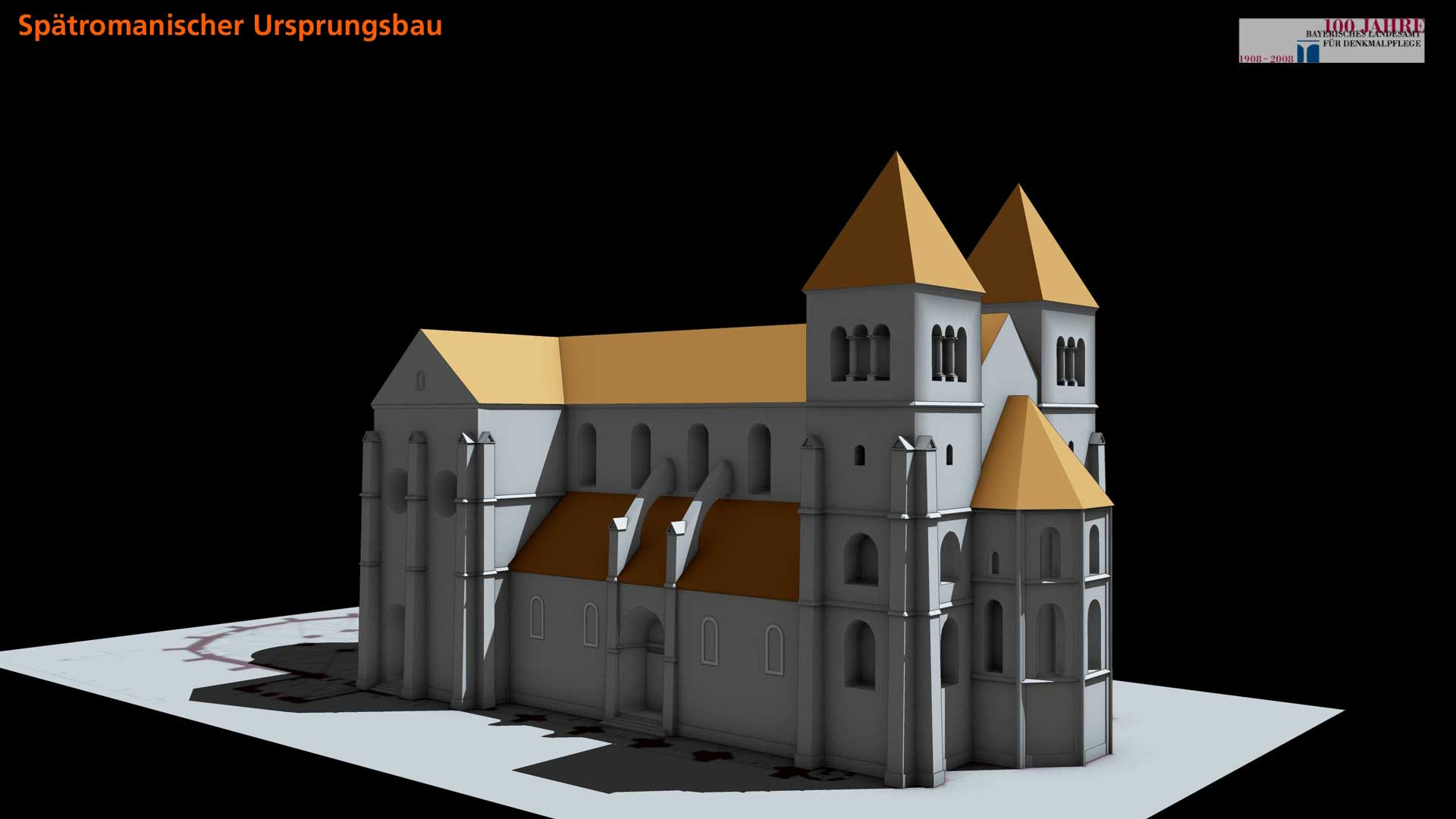
Романский период
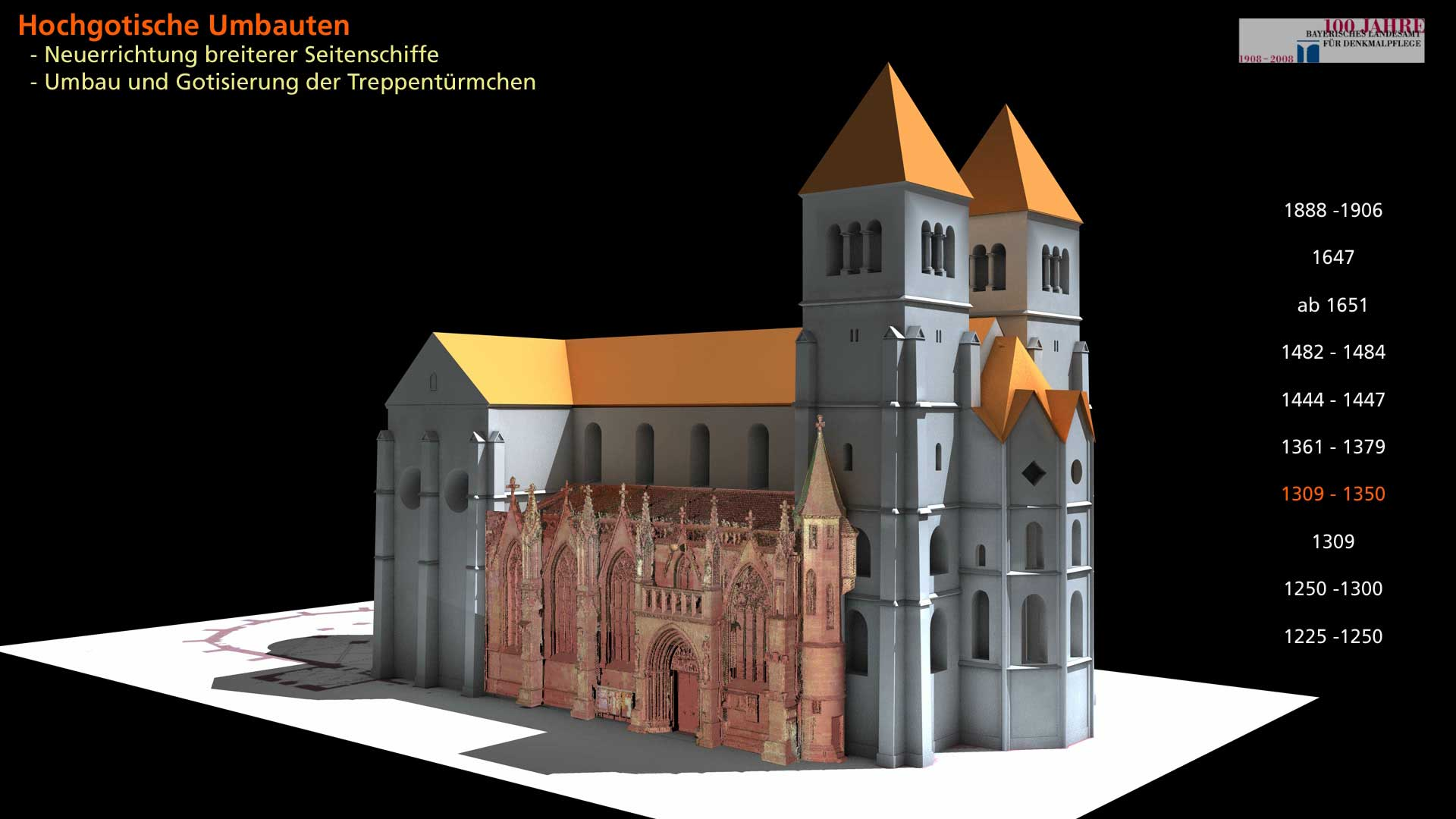
Период ранней готики
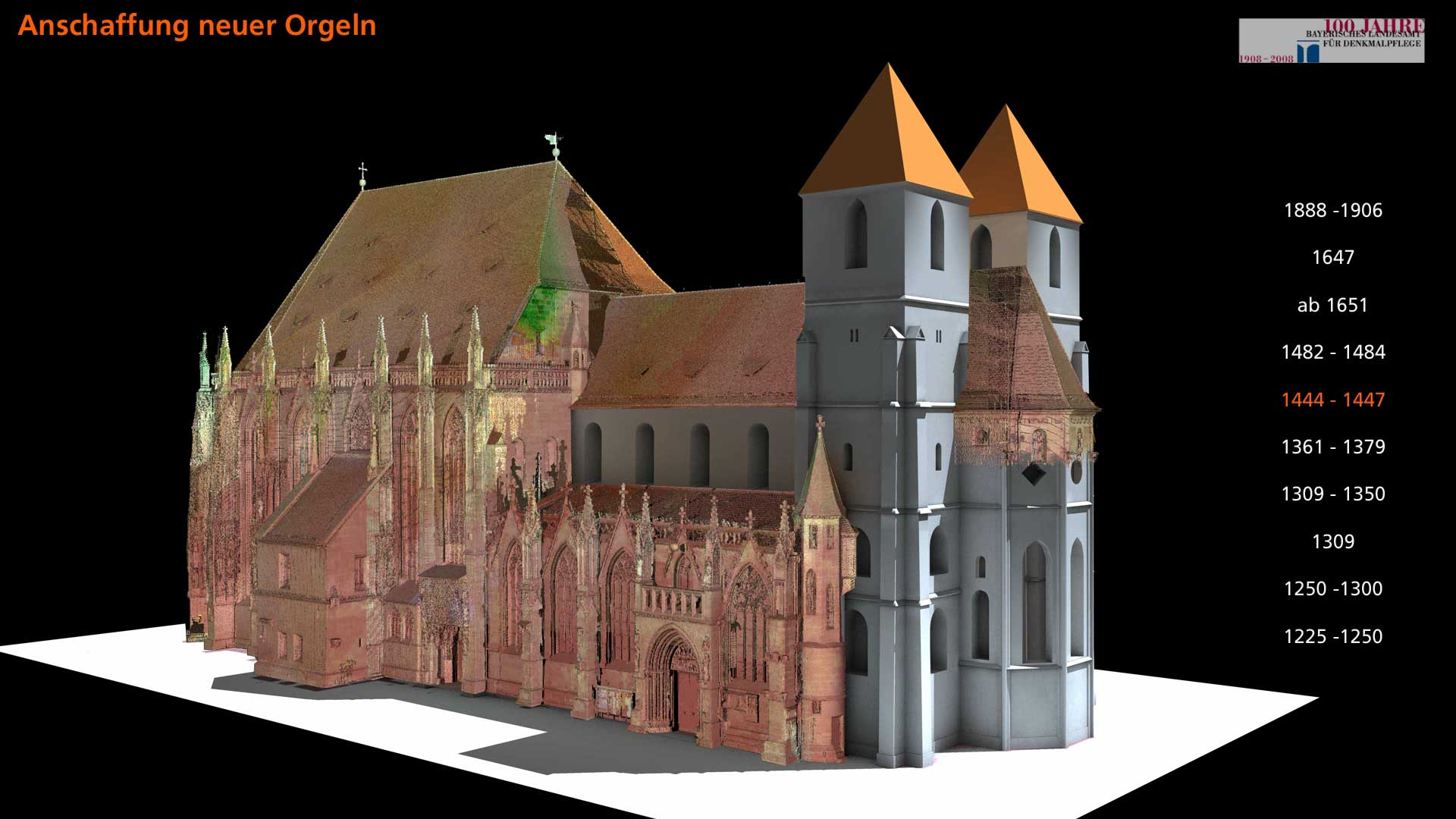
Период высокой готики
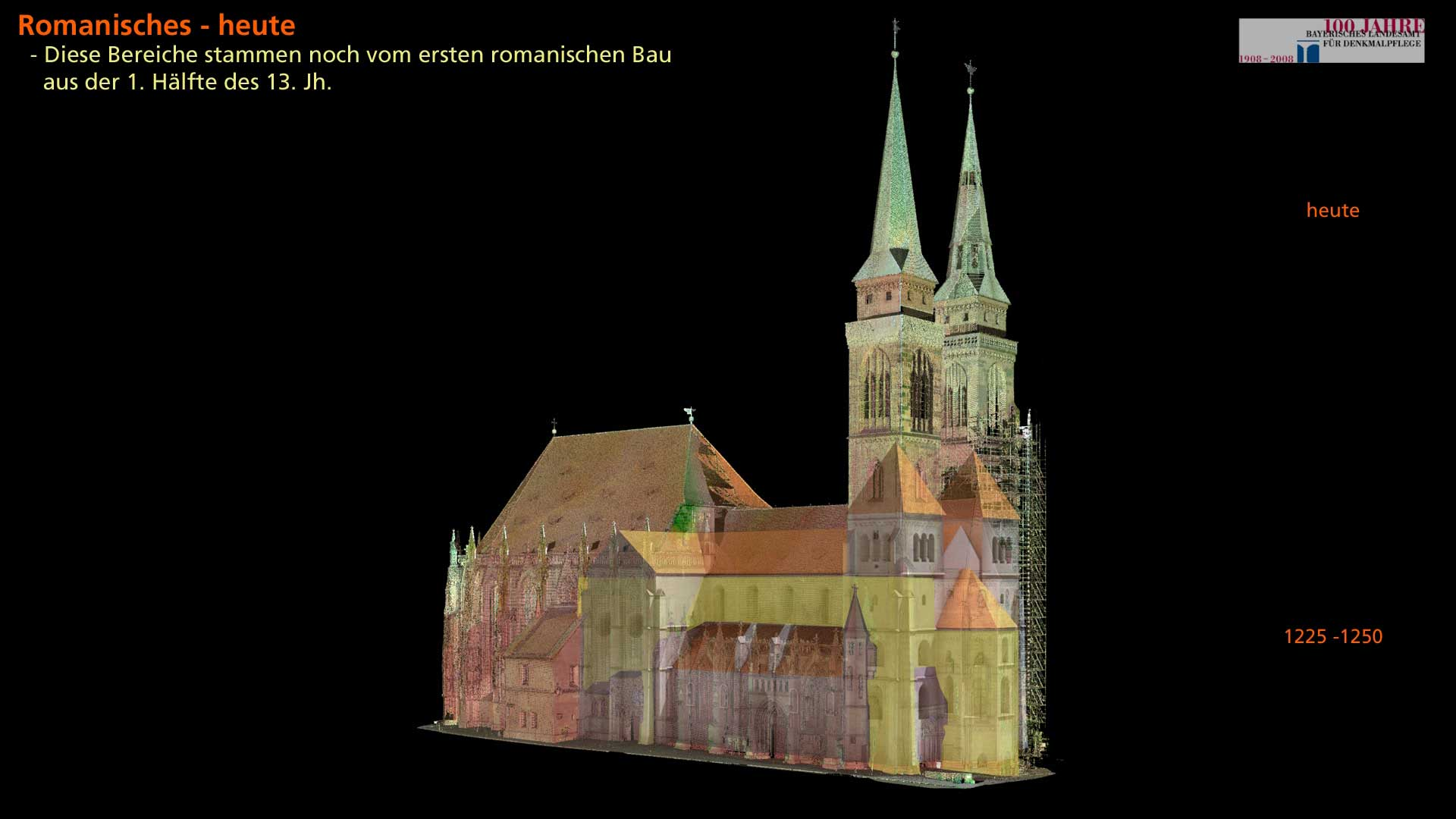
Современное состояние

## Интерьер и произведения искусства

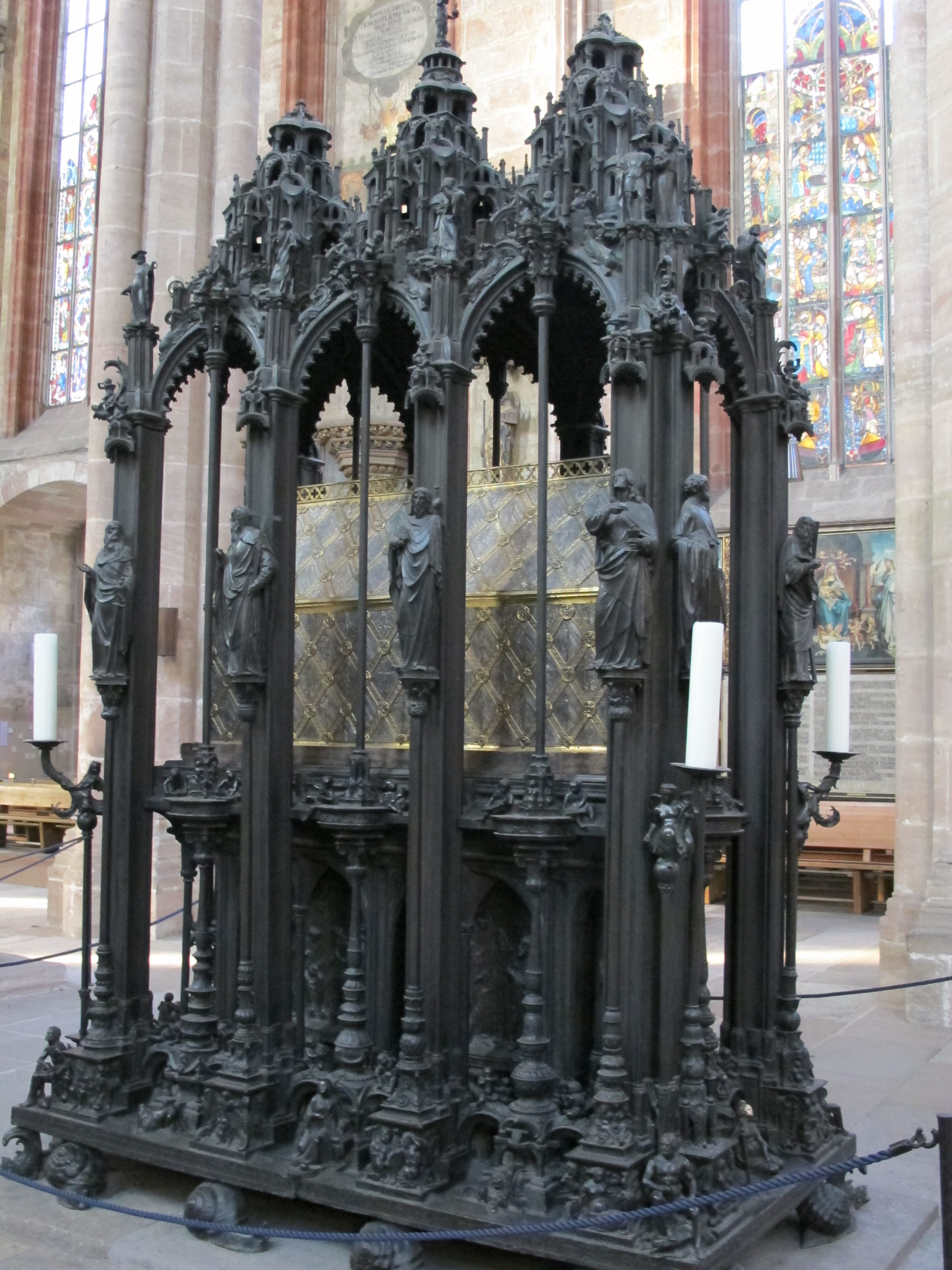
Рака Святого Зебальда

Наиболее важной частью дореформационного храма является бронзовая рака (гробница) покровителя города Святого Зебальда. Кости святого хранились в Нюрнберге с XIV века. В 1391—1397 годах нюрнбергский ювелир Фриц Хабельсхаймер выполнил серебряный реликварий. В 1488 году было решено соорудить для реликвария достойную раку и поставить её в хоре церкви. Работы начались в 1508 году по проекту мастера Петера Фишера в сотрудничестве с его сыновьями Петром Младшим и Германом, и продолжались с перерывом два года (1512—1514) до 1519 года. По композиции сооружение представляет собой подобие прямоугольной в плане капеллы с арочными навершиями, окружённой множеством готических фиал и статуями святых на колонках под балдахинами. Общая высота 4,7 м. Сооружение отлито в основном по деревянным моделям (мелкие фигуры по глиняным и, «на итальянский манер», по восковым) и составлено из разных частей. Сквозь проёмы арок виден сам архитектонический реликварий.
В алтарной части церкви находится Распятие работы знаменитого скульптора Фейта Штоса (1520) в общих чертах схожее с Распятием в церкви Святого Лаврентия.
На северной стене восточного хора помещена так называемая «Эпитафия Тухера» (Tucher-Epitaph), алтарный триптих-эпитафия, который Ганс Зюсс, также известный как Ганс фон Кульмбах, написал в 1513 году для донатора Лоренца Тухера (Lorenz Tucher). По словам историографа и нюрнбергского художника Иоганна Нойдорфера, Кульмбах завершил часть своего ученичества в Нюрнберге у венецианца Якопо де Барбари. На средней панели эпитафии Дева Мария восседает на троне с Младенцем Иисусом между святой Екатериной и святой Варварой на фоне просторного пейзажа. В стиле итальянской живописи пять ангелов музицируют на переднем плане. Манера письма венецианская, а ангелы напоминают картину Дюрера «Праздник Чёток», написанную в Венеции.
Церковь Святого Зебальда хранит многие другие произведения средневекового искусства: статуи, рельефы, надгробия, живописные алтари.

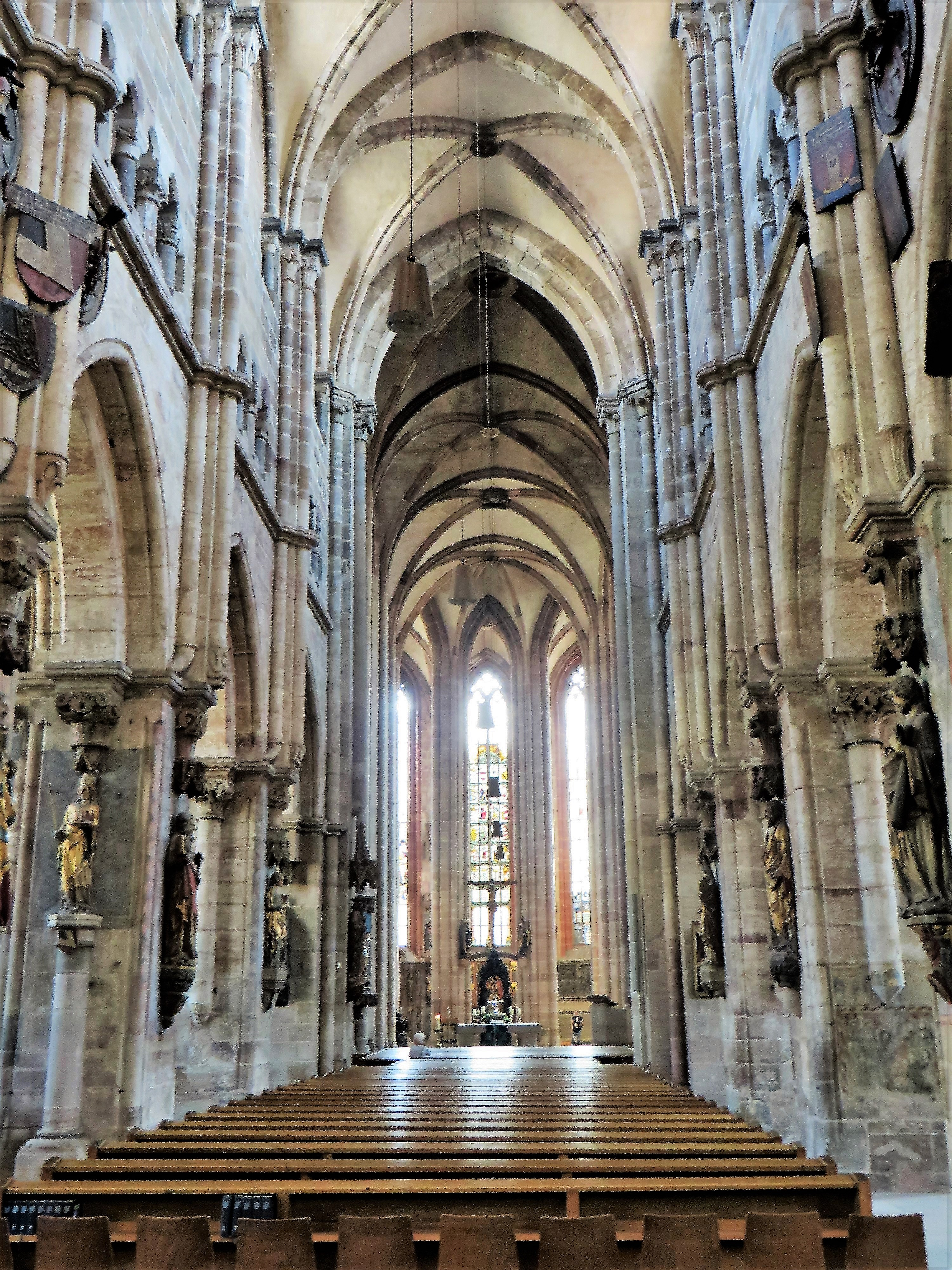
Интерьер главного нефа
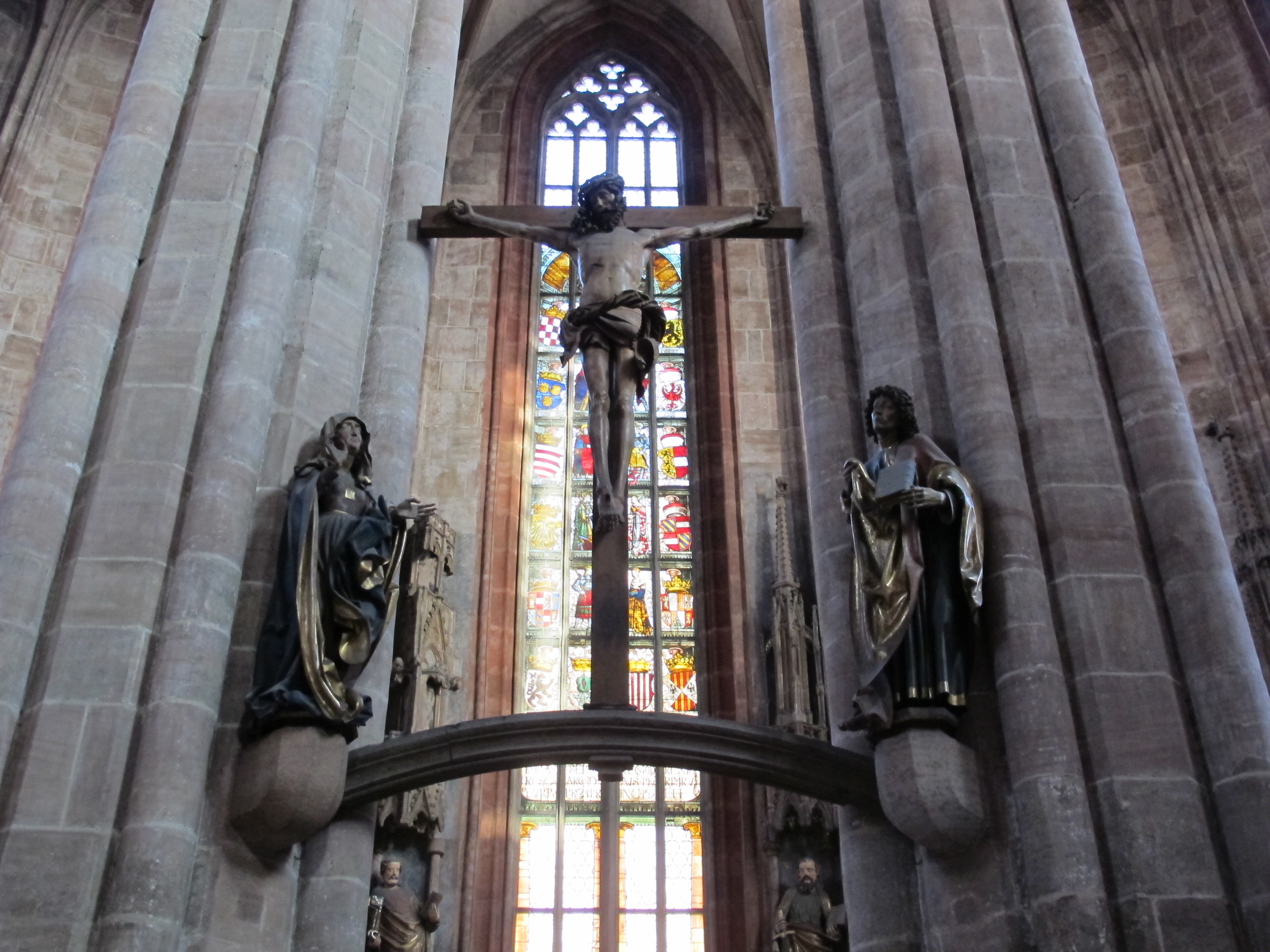
Ф. Штос. Распятие. 1520. Дерево, роспись
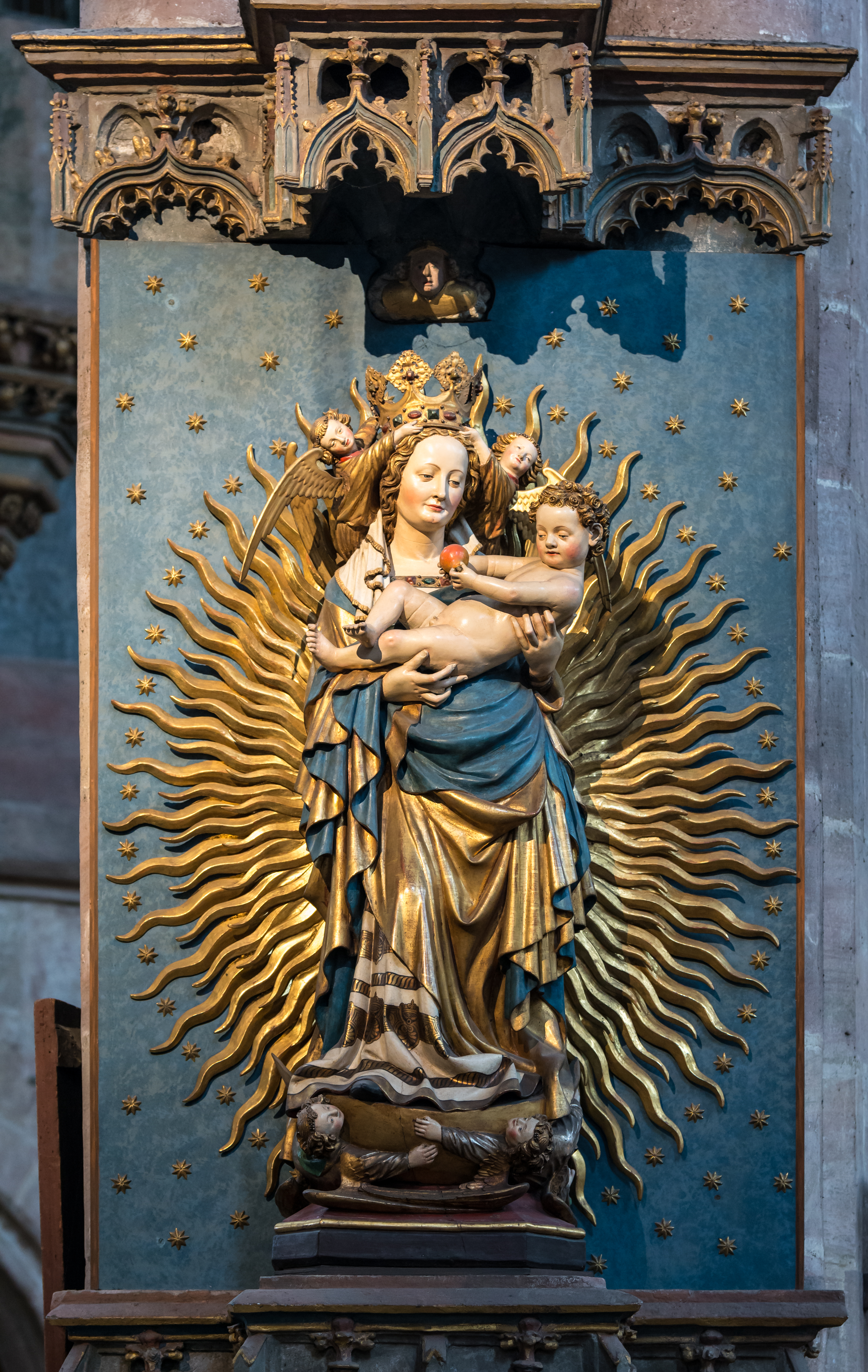
«Сияющая Мадонна». Ок. 1440
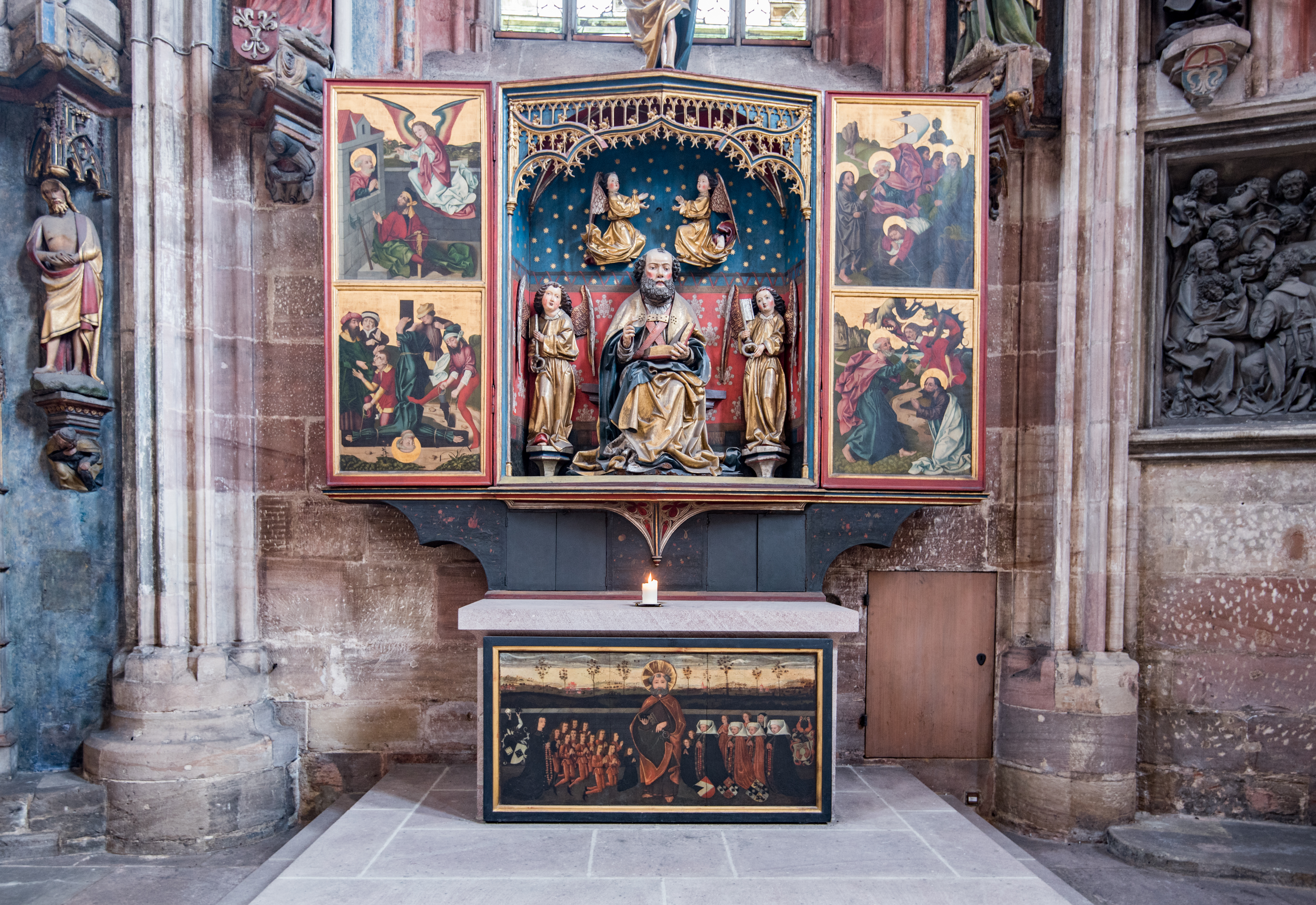
Алтарь Святого Петра
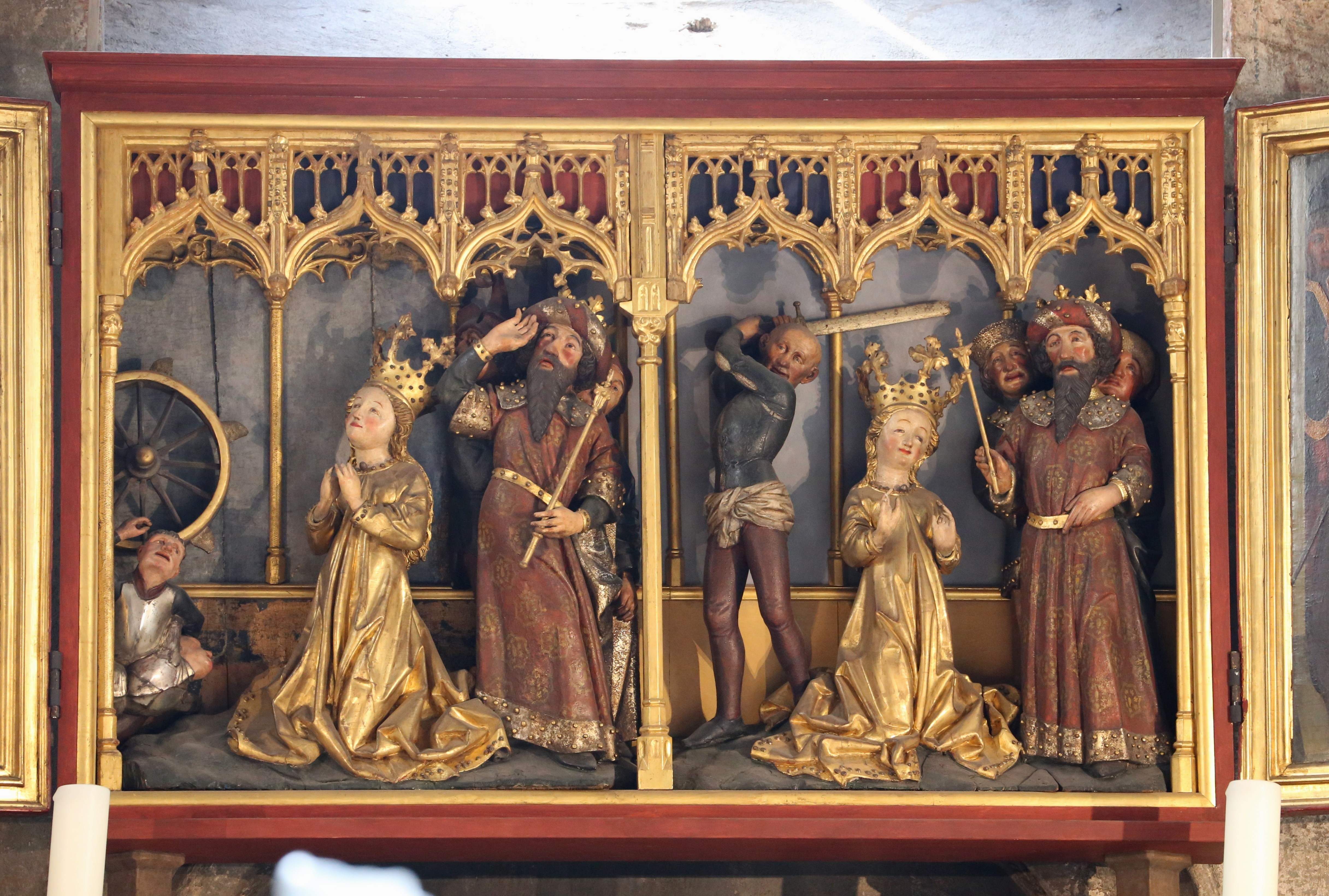
Алтарь Святой Екатерины. Центральная панель
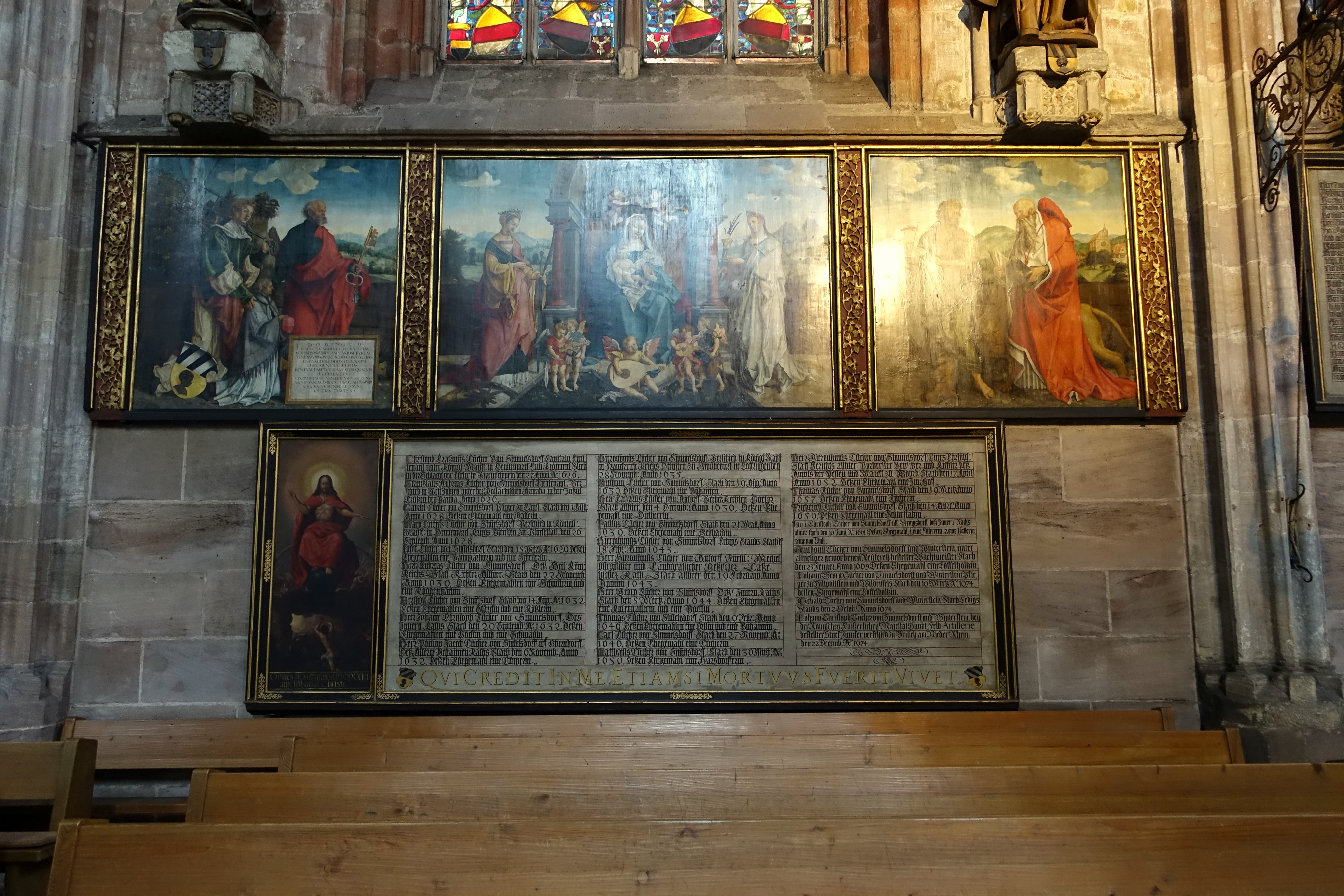
Г. фон Кульмбах. Эпитафия Тухера. 1513. Дерево, масло
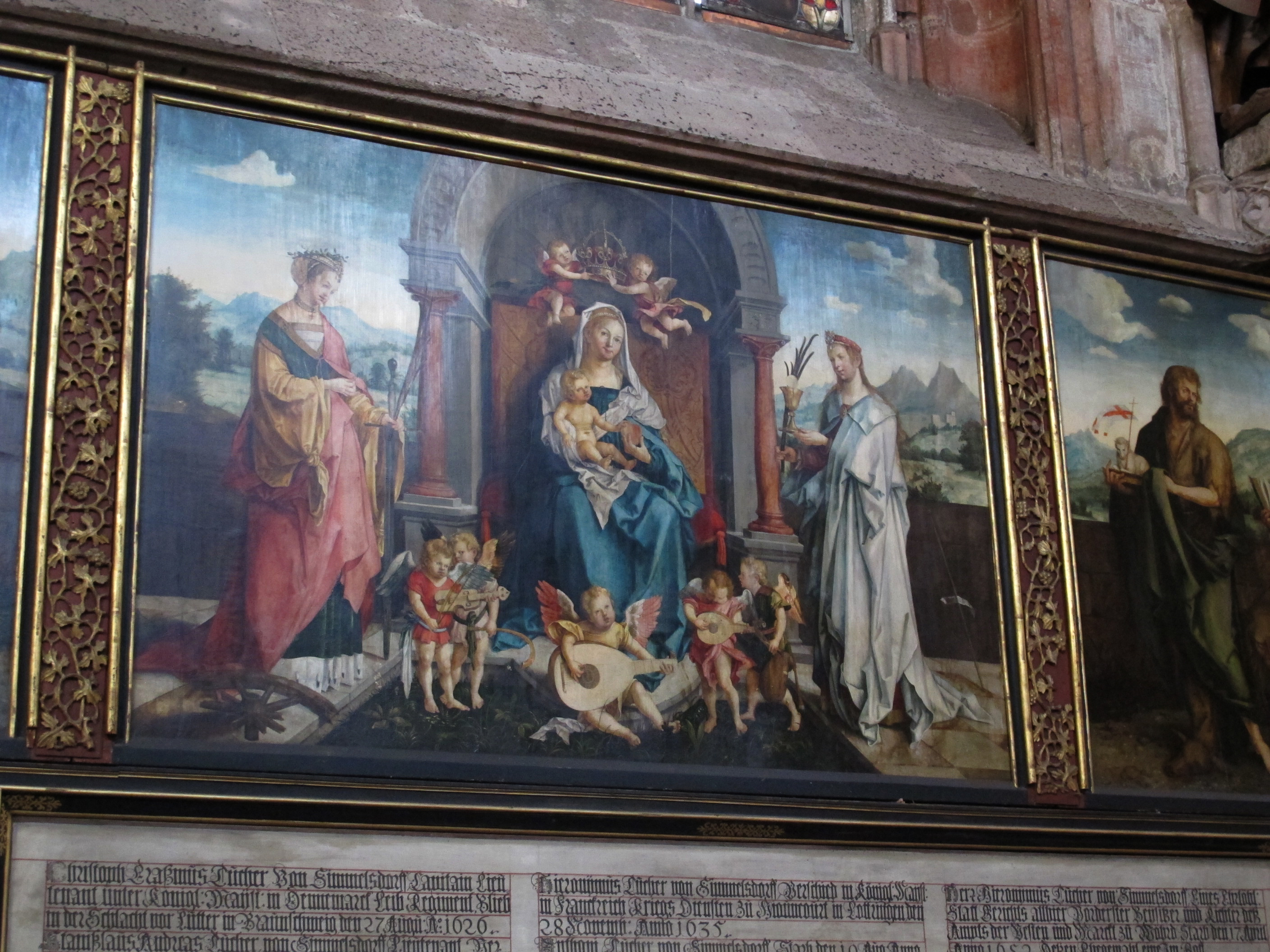
Эпитафия Тухера. Центральная часть